# Francis Tripp
Pour les articles homonymes, voir Tripp.
Francis Tripp est un boxeur français né le 25 octobre 1952 à Commercy dans la Meuse et décédé le 21 mars 2024 à Pontarlier. Francis Tripp est le père de Frédéric Tripp, champion de France des super-légers en 1998.
Tripp réalisa 106 combats en amateur et 29 combats en professionnel, tout au long de sa carrière sous l'égide des clubs de l'Avant-garde de la Motte et du Boxing Club Pontissalien.

## Biographie

### Jeunesse

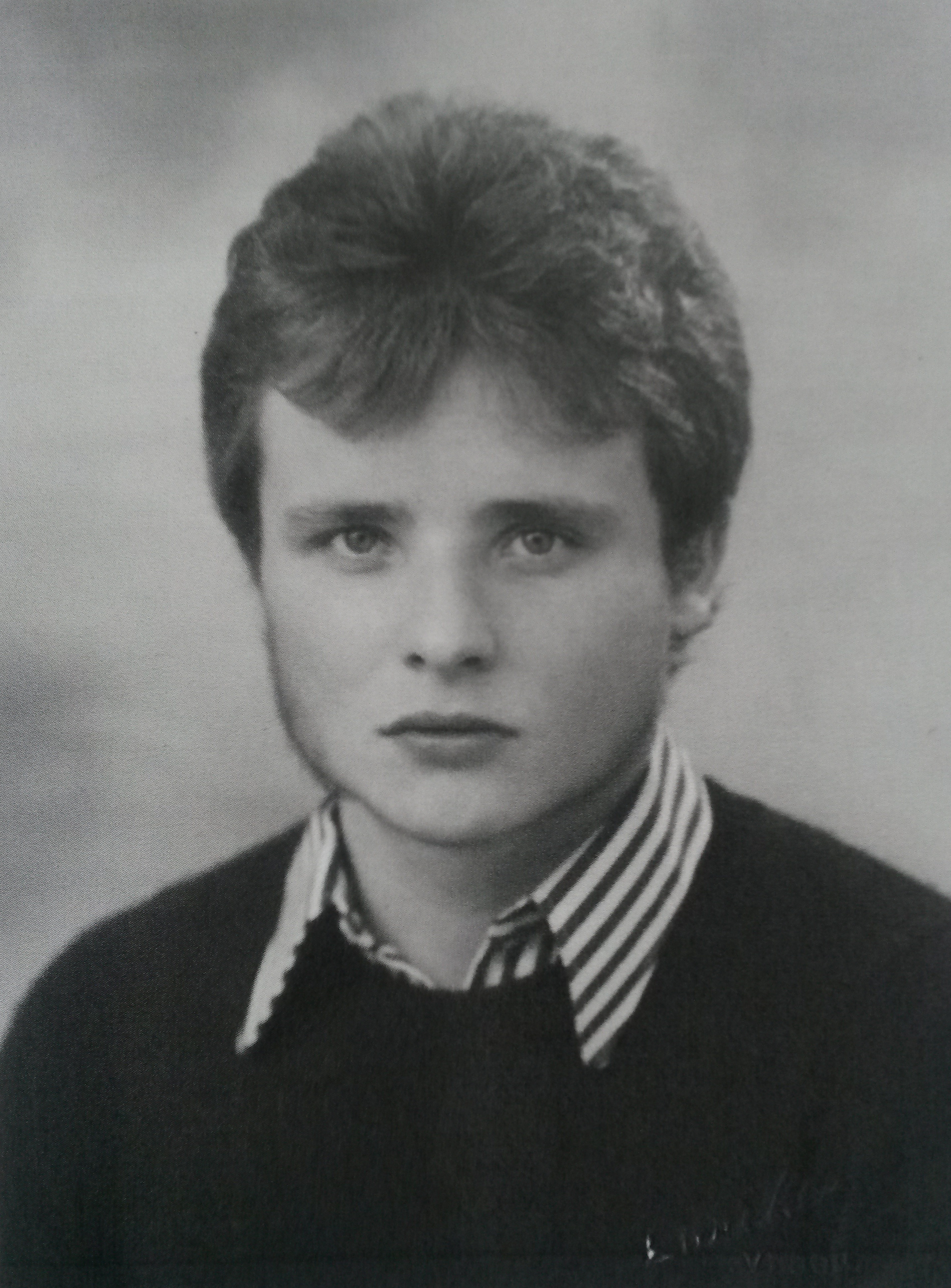
Francis Tripp

Né en 1952 à Commercy, Francis Tripp arrive à Vesoul vers 17 ans et s'installe avenue des Rêpes, dans le quartier des Rêpes. 

### Carrière
A 20 ans, il intègre la section boxe du club omnisports de l'Avant-garde de la Motte de Vesoul.
Il réalisa tout d'abord une carrière amateur durant laquelle il effectua 106 combats ; il devient champion de France des poids plumes en 1978 et des poids légers en 1981 et atteint la finale des championnats de France en 1977, 1979 et 1980. De plus, le 5 juin 1977, il termine 5e aux championnats d'Europe de boxe amateur dans la catégorie poids plumes (-57 kg) en 1977.
Après dix années dans le club vésulien, il rejoint en 1982 à 30 ans le Bowling Club Pontissalien, club de boxe de Pontarlier. Il passe professionnel et réalise 29 combats. Tripp arrêta sa carrière à l'âge de 34 ans.

### Décès
Il décède le 21 mars 2024.

## Palmarès
| 29 combats      | 17 victoires | 11 défaites |
| Avant la limite | 7            | 7           |
| Sur décision    | 10           | 4           |
| Match nul       | 1            | 1           |